# Rafael González Adrio
Rafael González Adrio (Pontevedra, 6 novembre 1935 – 21 luglio 2015) è stato un cestista e medico spagnolo.

## Carriera
Con la Spagna conquistò la medaglia d'oro ai Giochi del Mediterraneo del 1955.
Dopo il ritiro divenne capo dello staff medico del Barcellona.